# Lepidodexia cingulata
Lepidodexia cingulata är en tvåvingeart som beskrevs av Guilherme A.M.Lopes 1961. Lepidodexia cingulata ingår i släktet Lepidodexia och familjen köttflugor.
Artens utbredningsområde är Colombia. Inga underarter finns listade i Catalogue of Life.